# Northeast Regional (train)
Le Northeast Regional est un train de voyageurs à grande vitesse des États-Unis qui relie soit Boston soit Springfield à Roanoke ou Newport News ou  Norfolk. Le Northeast Regional du fait qu'il emprunte le Northeast Corridor de Washington à Boston, est la ligne de chemin de fer la plus fréquentée du réseau Amtrak avec plus de 8 millions de passagers transportés pour l'année 2013.

## Caractéristiques
Les rames sur le Northeast Corridor utilisent soit des locomotives électriques General Motors class AEM-7 soit des Amtrak Cities Sprinter fabriquées par Siemens ou des locomotives Bombardier HHP-8.
Les rames sur le « Virginie Service » (vers Roanoke, Norfolk, Newport News) utilisent des locomotives diesel P42DC.

## Exploitation
Le Northeast Regional circule tous les jours. La durée moyenne de trajet entre Boston à New York est de 4 heures, entre Boston à Lynchburg de 12 heures.

Carte du Northeast Regional